# نيل ويندسور
نيل ويندسور هو سياسي كندي، ولد في 8 يوليو 1945 في سانت جونز في كندا. نشط حزبياً في حزب المحافظين التقدمي في نيوفندلاند ولابرادور ‏.